# صباغة بالمنع

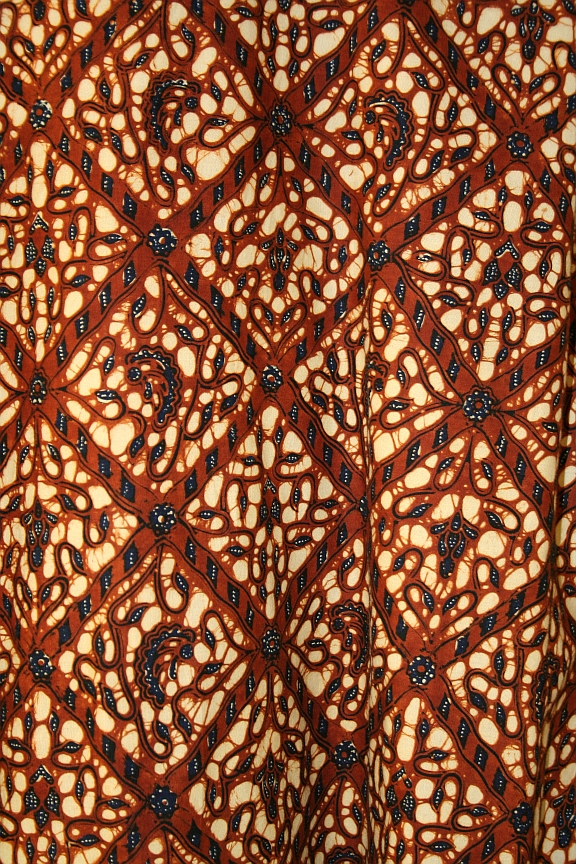
قطعة من نسيج الباتيك الإندونيسي.

الصباغة بالمنع هو مصطلح يشير إلى عدة طرق في الصباغة التقليدية تعطي أنماطًا متكررة. تتلخص الطريقة في منع مادة الصباغة من الوصول إلى كامل القماش فتنتج أشكالا وطرازات نتيجة التباين الحاصل بين المناطق المصبوغة وغير المصبوغة. أكثر التقنيات شهرة هو استخدام مادة شمعية لتغطية القماش تزال عند الانتهاء من الصباغة، أو قد تعتمد بعض الطرق على أساليب ميكانيكية مثل طي القماش أو تخييطه مثل صباغة القماش المربوط، أو استخدام مادة كيميائية. من أمثلة هذه الطريقة هي صباغة باتيك.

## اقرأ أيضًا
- باتيك
- صباغة قماش مربوط